# Pseudocallulops pullifer
Espèce
Synonymes
- Callulops pullifer Günther, 2006

Statut de conservation UICN

 DD  : Données insuffisantes
Pseudocallulops pullifer est une espèce d'amphibiens de la famille des Microhylidae.

## Répartition
Cette espèce est endémique de la province indonésienne de Papouasie occidentale en Nouvelle-Guinée occidentale. Son aire de répartition concerne les pentes est des monts Wondiwoi, dans la péninsule Wandammen. Elle est présente entre 350 et 850 m d'altitude,.

## Publication originale
- Günther, 2006 : Derived reproductive modes in New Guinean anuran amphibians and descriptions of a new species with paternal care in the genus Callulops (Microhylidae). Journal of Zoology, vol. 268, p. 153-170 (introduction).